# 이명기 (화가)
이명기(李命基, 1756년 ~ 1813년)는 조선의 화가이다. 호는 화산관(華山館), 본관은 개성이다. 당대 최고의 초상화가로 평가받는다.
도화서 화원과 사과(司果)를 역임한 이종수(李宗秀)의 아들로 태어났으며 김응환(金應煥)의 사위이기도 하다. 자식이 없었기 때문에 동생인 이명규(李命奎)의 아들이었던 이인식(李寅植)을 양자로 삼았다. 1791년에는 정조 어진 원유관본 도사 담당 주관화사로 활동했다. 산수화는 화중 인물과 바위의 모습, 필법 등에서 김홍도의 화풍을 짙게 반영하고 있어 독자적인 개성은 뚜렷하지 못한 편이다.

## 작품
작품으로 국립중앙박물관 소장 〈서직수 초상〉‧〈관폭도(觀瀑圖)〉‧〈산수인물도〉 등과 호암미술관 소장의 〈송하독서도(松下讀書圖)〉, 이화여자대학교박물관 소장의 〈장범선유도(張帆船遊圖)〉가 있다.
- 허목 초상 - 보물 1509호, 국립춘천박물관 소장
- 홍가신 초상 - 충청남도 문화재자료 제404호

## 그림

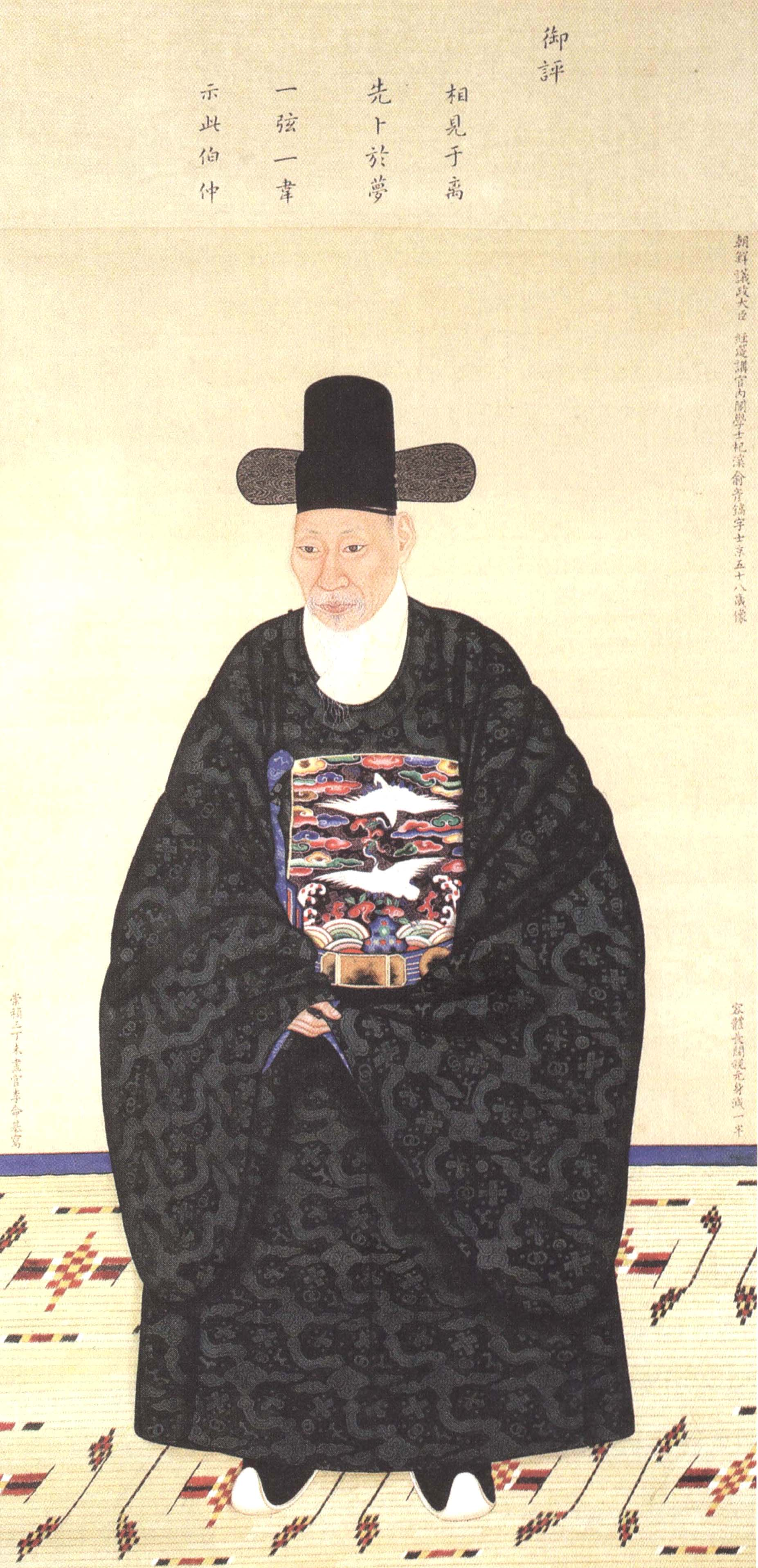
이명기가 그린 유언호 초상
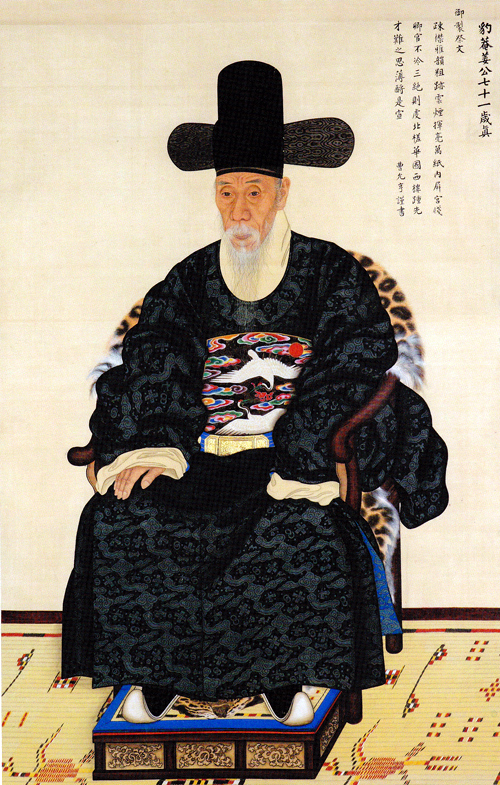
이명기가 그린 강세황 초상
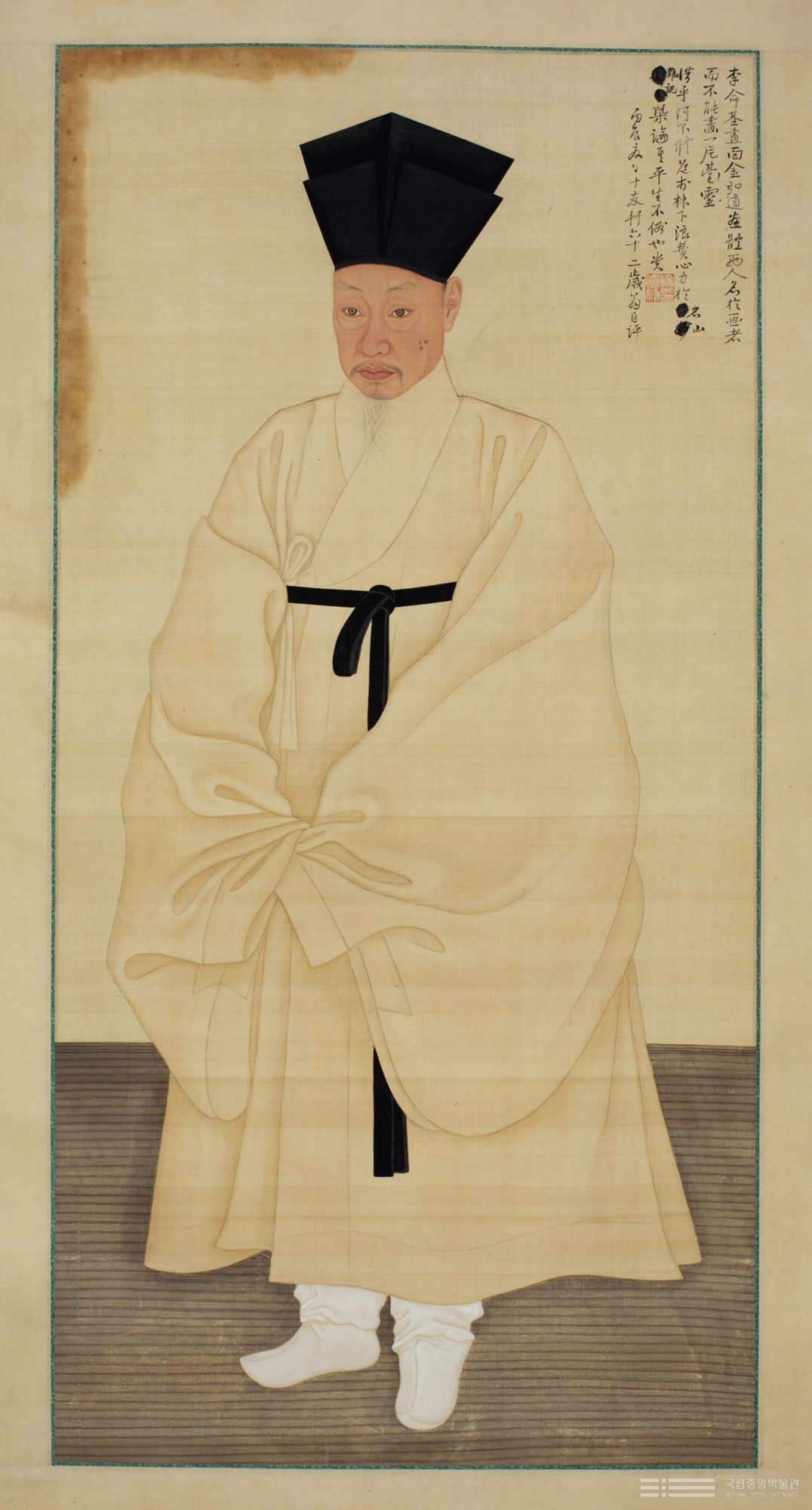
이명기가 얼굴을 그린 서직수 초상
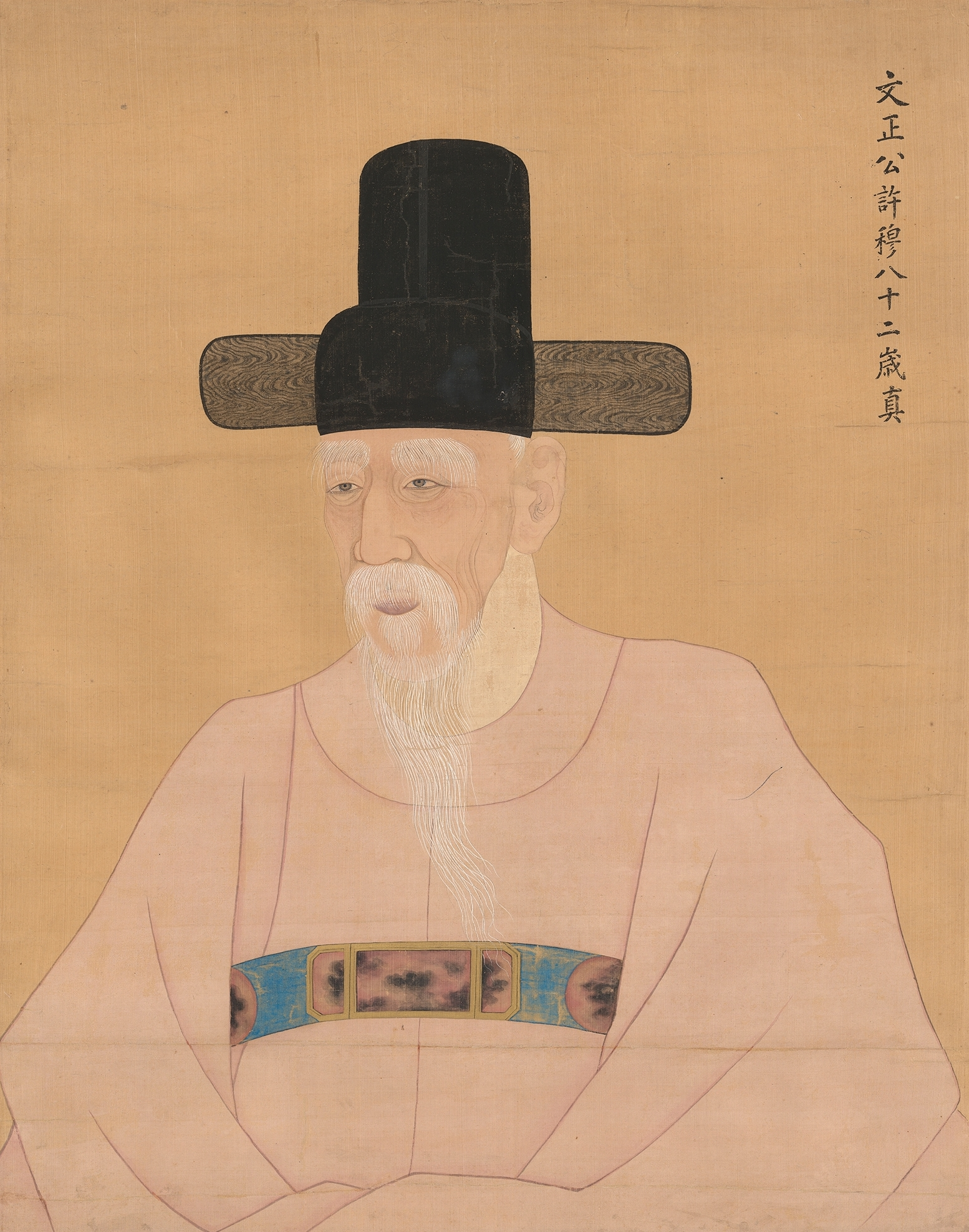
보물 제1509호 허목 초상

## 같이 보기
- 한국의 화가 목록
- 한국화
- 한국의 미술

## 참고 문헌
- 이 문서에는 다음커뮤니케이션(현 카카오)에서 GFDL 또는 CC-SA 라이선스로 배포한 글로벌 세계대백과사전의 내용을 기초로 작성된 글이 포함되어 있습니다.